# Styloleptus lewisi
Styloleptus lewisi là một loài bọ cánh cứng trong họ Cerambycidae.